# Meisterprüfung
Mit der Meisterprüfung wird in Deutschland die Aufstiegsfortbildung zum Meister abgeschlossen; sie kann aufgrund des Aufstiegsfortbildungsförderungsgesetzes („Aufstiegs-BAföG“) gefördert werden. Gemeinsamer Bestandteil der Meisterprüfung in unterschiedlichen Bereichen ist die Ausbildereignungsprüfung, mit der die Befähigung zur Berufsausbildung von Auszubildenden nachgewiesen wird. Mit dem erfolgreichen Bestehen der Meisterprüfung ist – abhängig von Regelungen in den einzelnen Bundesländern – in der Regel die Hochschulzugangsberechtigung verbunden.

## Handwerksmeister
Die Prüfung des Handwerksmeisters (siehe auch Großer Befähigungsnachweis) ist ein durch eine am Sitz der zuständigen Handwerkskammer errichtete staatliche Prüfungsbehörde (Meisterprüfungsausschuss) abgenommener Nachweis über die Fähigkeiten der notwendigen theoretischen und fachlichen Kenntnisse und die Befähigung, einen Handwerksbetrieb selbständig zu führen und Lehrlinge ordnungsgemäß auszubilden, sowie für das Vorhandensein betriebswirtschaftlicher, kaufmännischer, rechtlicher und berufserzieherischer Kenntnisse. Beurkundet wird die bestandene Meisterprüfung mit dem Meisterbrief nach § 51 Handwerksordnung (HwO).

### Ausbildung und Prüfungen
Die Aufstiegsweiterbildung zum Handwerksmeister und die Prüfung ist in vier Teile gegliedert:
1. fachpraktische Prüfung,
2. fachtheoretische Prüfung,
3. wirtschaftliche und rechtliche Prüfung,
4. arbeitspädagogische Prüfung nach Ausbilder-Eignungsverordnung (auch „AdA-Schein“ genannt).

Die Teile 3 und 4 sind für alle Handwerksberufe gleich. Dauer und Inhalt der Ausbildung der Teile 1 und 2 sind vom jeweiligen Beruf, in dem die Meisterprüfung abgelegt werden soll, abhängig. Voraussetzung zur Zulassung zur Meisterprüfung ist in der Regel eine erfolgreich abgelegte Gesellenprüfung in dem Handwerk, in dem die Meisterprüfung abgelegt werden soll. Die früher geforderte mindestens dreijährige Berufspraxis ist nach der Novellierung der Handwerksordnung entfallen. So kann man nun direkt nach der Gesellenprüfung die Aufstiegsweiterbildung anstreben.
Die Prüfung gilt als bestanden, wenn in keinem der Prüfungsteile eine schlechtere Note als ausreichend (4) erzielt wurde. Innerhalb der einzelnen Teile der Prüfung gibt es jedoch Sperrfächer. Bei einer schlechteren Note als ausreichend in einem der Sperrfächer gilt die Prüfung als nicht bestanden, auch wenn im Durchschnitt eine bessere Note als ausreichend erzielt wurde.
In vielen Handwerksberufen muss in der praktischen Prüfung neben einer Arbeitsprobe auch eine Meisterprüfungsarbeit und ein Meisterstück angefertigt werden.

### Bedeutung der Prüfung
Die bestandene Meisterprüfung ist in der Regel auch die Voraussetzung für die Zulassung zur Fortbildungsprüfung zum Geprüften Betriebswirt nach der Handwerksordnung. Hierbei sollen betriebswirtschaftliche Kenntnisse, optimiert auf Betriebe mit mehreren Mitarbeitern, erweitert werden.
Der Meisterbrief wird innerhalb der Europäischen Union (EU) anerkannt. Dies wird in der EU-Richtlinie über die Anerkennung von Berufsqualifikationen geregelt, bei der der Meisterbrief der Stufe 2 (Schulabschluss der höheren Fachschule) zugeordnet ist.
Die Handwerkskammer Wiesbaden gestattet allen Handwerksmeistern die Nutzung des Kürzels me., das sie 2002 als Wortmarke hat schützen lassen, und empfiehlt die Verwendung als Zusatz vor dem Namen.
Zur Bedeutung der Meisterprüfung als Zugangsberechtigung zu einem Hochschulstudium siehe unten.

## Hauswirtschaftsmeister
Zur Meisterprüfung für den Beruf Hauswirtschafter wird zugelassen, wer eine Abschlussprüfung als Hauswirtschafter und danach eine mindestens zweijährige Berufspraxis oder eine mindestens fünfjährige Berufspraxis nachweisen kann. Die Prüfung umfasst die Teile
1. Hauswirtschaftliche Versorgungs- und Betreuungsleistungen,
2. Betriebs- und Unternehmensführung,
3. Berufsausbildung und Mitarbeiterführung.

Die Verordnung über die Anforderungen in der Meisterprüfung wird aufgrund des Berufsbildungsgesetzes (BBiG) erlassen.

## Industriemeister
Für den industriellen Wirtschaftsbereich besteht analog die Möglichkeit, eine Prüfung zum Industriemeister abzulegen. Diese Fortbildungsprüfung hat, im Gegensatz zur handwerklichen Meisterprüfung, nicht das Ziel der selbständigen Führung eines Betriebs, sondern soll dazu befähigen, Führungsaufgaben in einem Industriebetrieb zu übernehmen. Gleichwohl kann sich ein Industriemeister in die Handwerksrolle eintragen lassen und ist somit ebenfalls berechtigt, einen eigenen Betrieb zu führen.
Die Rechtsgrundlage der Industriemeisterprüfung kann eine Rechtsverordnung des Bundesministeriums für Bildung und Forschung oder eine von einer Industrie- und Handelskammer als zuständiger Stelle (§ 71 BBiG) erlassene Prüfungsordnung sein. Industriemeisterprüfungen werden von Prüfungsausschüssen abgenommen, die von der zuständigen Stelle berufen sind.

## Landwirtschaftsmeister
Vor einer Landwirtschaftskammer kann die Prüfung zum Landwirtschaftsmeister abgelegt werden.
Zur Prüfung wird zugelassen, wer die Abschlussprüfung in dem anerkannten Ausbildungsberuf Landwirt und danach eine mindestens zweijährige Berufspraxis nachweisen kann oder eine Abschlussprüfung in einem anerkannten landwirtschaftlichen Ausbildungsberuf und danach eine mindestens dreijährige Berufspraxis nachweisen kann oder eine mindestens fünfjährige Berufspraxis nachweisen kann.
Die Meisterprüfung umfasst die Teile
1. Produktions- und Verfahrenstechnik,
2. Betriebs- und Unternehmensführung,
3. Berufsausbildung und Mitarbeiterführung.

## Küchenmeister
Küchenmeister ist eine gastronomische Aufstiegsfortbildung für Köche, die zur Leitung einer gastronomisch eingerichteten Küche befähigt. Die Prüfungszuständigkeit liegt in Deutschland bei den Industrie- und Handelskammern und in Österreich bei den Wirtschaftsförderungsinstitut in Zusammenarbeit mit dem Österreichischen Kochverband. Zu Einzelheiten siehe den Artikel Küchenmeister.

## Hochschulstudium mit dem Meisterbrief
2009 haben die Kultusminister der Bundesländer den Hochschulzugang für beruflich qualifizierte Bewerber ohne schulische Hochschulzugangsberechtigung durch allgemeine Standards über den Erwerb von allgemeinen bzw. fachgebundenen Hochschulzugangsberechtigungen aus der beruflichen Bildung geregelt. Seit diesem Beschluss hat es Anpassungen der jeweiligen Gesetze der zuständigen Bundesländer gegeben.
Mittlerweile können Meister eines Ausbildungsberufs gemäß § 45, § 51a, § 122 HwO in fast allen Bundesländern ein beliebiges Studium aufnehmen, soweit der Zugang nicht aus anderen Gründen (z. B. einen Numerus clausus) eingeschränkt ist. Die allgemeine Hochschulzugangsberechtigung erhalten in gleicher Weise auch Absolventen vergleichbarer Fortbildungsmaßnahmen. Seit Anfang 2020 hat der Meister die Bezeichnung Bachelor Professional und ist somit dem Bachelor oder Techniker im deutschen Qualifikationsrahmen (DQR6) gleichgestellt.